# John Dillwyn Llewelyn

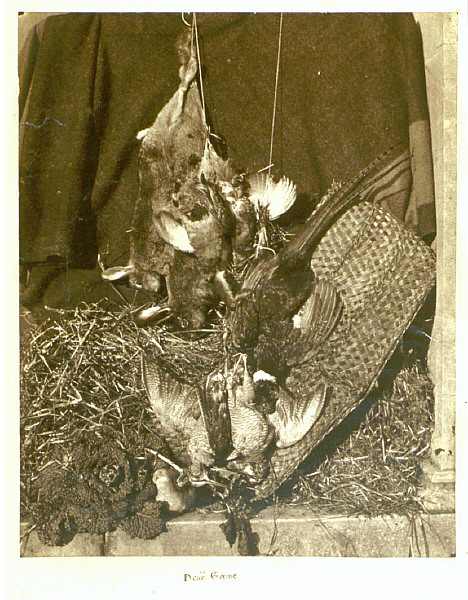
Smrtelná hra, albuminový tisk, 24,3 × 19,5 cm, 1854

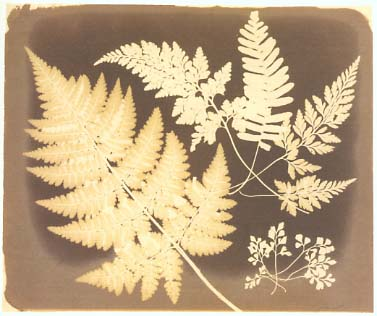
Kapradiny, asi 1845–1855

John Dillwyn Llewelyn (12. ledna 1810, Swansea, Wales – 24. srpna 1882, Londýn) byl britský botanik a průkopník fotografie.

## Život a dílo
Narodil se ve Swansea, Wales jako nejstarší syn Lewise Westona Dillwyna a Mary Dillwynové. V dospělosti zdědil po svém dědečkovi Johnu Llewelynovi panství Penllergaer a Ynysygerwn, nedaleko Swansea, a také své další příjmení Llewelyn. Vzdělání absolvoval soukromě, díky svému otci, který byl členem Královské společnosti, Linnean Society a také člen parlamentu, poznal mnoho významných mužů své doby. Například sira Davida Brewstera, Michaela Faradaye nebo Charlese Wheatstona.
Llewelynovy nefotografické počiny zahrnují pomoc Wheatstonovi při jeho prvních pokusech v podmořské telegrafii v Mumbles v jižním Walesu, pohon člunu na elektromotor a při vytváření prvního soukromého orchidejového domu s nasimulovanými původními podmínkami jihoamerických džunglí včetně vyhřívaného vodopádu.
V roce 1833 se oženil s Emmou Thomasinou Talbotovou, dcerou Thomase Mansela Talbota a lady Mary Lucyové, dívčím jménem Fox Strangwaysové. Thomas byl příbuzný s Williamem Davenportem Talbotem a Marie byla sestrou Elisabeth Talbotové, rodičů významného fotografa Williama Henryho Foxe Talbota. Henry Talbot se přes své botanické zájmy přátelil s Lewisem Westonem Dillwynem a trávil během svých dospívajících let svůj čas v Penrice, domově velšských Talbotů, kteří také navštěvovali Penllergaer.
V lednu 1839, po oznámení vynálezu fotografického procesu dvou expertů – Williama Henryho Foxe Talbota a Louise Daguerra začal sám Llewelyn s podporou Henryho Talbota experimentovat. Talbot psal svému příteli Llewelynovi o svém údivu nad schopností takto snímané fotografie zachytit vlny na hladině, vítr nebo kouř. V roce 1851 už sám Llewelyn ohromil na Světové výstavě v Londýně svými „instantními“ fotografiemi, zaznamenávajícími vlny na vodní hladině, lidi v pohybu, mraky a příboj tříštící se o pobřeží, kouř vycházející z lodního komína apod.
Snažil se dávat všechny procesy k dispozici veřejnosti. Jeho nejranější daguerrotypie je datována rokem 1840. Žádná z jeho prvních fotogenických kreseb se pravděpodobně nedochovala, ale některé z přibližně tisícovky kalotypií a kolodiových negativů stále existují v soukromých i veřejných sbírkách a jsou uchovávány v jeho rodině.
Když byla v roce 1853 založena Královská fotografická společnost, byl Llewelyn jedním z těch, kteří se podíleli na založení společnosti Society of Arts v Londýně a několik let byl členem rady. Pravidelně také vystavoval na výstavách společnosti, například v Dundee, Manchesterské Art Treasures exhibition a na Světové výstavě v Paříži v roce 1855. Na této výstavě získal stříbrnou medaili za své „pohybové série“.
V roce 1856 prý zveřejnil vlastní oxymelový proces, který umožnil uchovávat mokré kolodiové negativy mnoho dní. Pořizoval také stereo obrázky pomocí fotoaparátu, který koupil k narozeninám své dceři Thereze v roce 1856.
Poslední snímky pořídil na konci padesátých let 19. století, pravděpodobně kvůli špatnému zdravotnímu stavu. Je zajímavé, že nikdy nefotografoval mimo Británii, i když rodina často navštěvovala Evropu. Většina jeho snímků byla pořízena v okolí jeho nemovitosti v Penllergaer, nedaleko od Swansea, a na velšském pobřeží. Existuje také množství snímků z Cornwall z průběhu několika let, dále z Bristolu, včetně některých zvířat a ptáků v Cliftonské zoologické zahrady, Yorkshire, Derbyshire a něco málo ze Skotska. Ze svého okruhu přátel portrétoval například: Philipa Henryho Delamotteho, Roberta Hunta, Hugha Welche Diamonda a obzvláště svého vzdáleného příbuzného Calverta Richarda Jonese. Přátelil se také s Antoinem Claudetem, se kterým prováděl experimenty na daguerrotypickém procesu.
Ačkoli sám nikdy nevydal žádnou fotografickou knihu, přispěl do díla The Sunbeam svého přítele Philipa Henryho Delamotteho a dalších knih.
Llewelyn zemřel v srpnu 1882 ve svém domě v Londýně, Atherton Grange. Emma zemřela o rok dříve a oba jsou pohřbeni v kostele Penllergaer, původně postavený Llewelynem pro jeho rodinu.

### Historie rodu Talbotů
John Ivory Talbot (1687–1772) z Lacock Abbey Wiltshire, si vzal ctihodnou Mary Manselovou (1696–1735) dceru Thomase, 1. lorda Mansela z Margamu, Glamorgan. Měli spolu tři děti: Johna, Thomase a Marthu Talbotovi.
- John (1717–1778) dědic Lacock, vzal si Elizabeth Stoneovou v roce 1742, ale neměli žádného potomka.

- Thomas (1719–1758) dědic Margama a Penrice, si vzal Jane Beach 1726–1768 dceru Thomase Beache (1684–1753) z Netheravonu a Keevilu. Jejich syn Thomas Mansel Talbot (1747–1813) se oženil v roce 1794 s Mary Lucy Fox Strangwaysovou, druhou dcerou Henryho Thomase Foxe Strangwayse, 2. hrabě z Ilchesteru. Z tohoto svazku přišla linie Mansela Talbota a velká rodina; Christopher „Kit“ Rice Mansel Talbot a jeho šest sester, z nichž jedna si vzala Johna Dillwyna Llewelyna.

- Martha (?–1790) si vzala Williama Davenporta (1725–1781) a jejich syn William Davenport Talbot (1763–1800), zdědil roku 1772 Lacock po svém strýci Johnovi, a v roce 1776 si vzal Elizabethu Theresu Fox Strangwaysovou, sestru Marie Lucy, a první dceru 2. hraběte z Ilchesteru. Spolu měli jednoho syna Henryho Foxe Talbota.

- William Beach (1719–1790) syn Thomase Beache a bratr Jane Beachové, si vzal Annu Witherovou (1718–1788) z Hall Place (později Oakley Hall), Oakley v Hampshire.[3] Jejich dcera Henrietta Maria Beachová (1760–1837) si vzala Michaela Hickse 1760–1830 a po smrti jejího otce v roce 1790 vytvořila rodinnou linii Hicks Beach. Byli to rodiče fotografky Jane Marthy St. Johnové, rozené Hicks Beachové. [4]

## Fotografie (výběr)

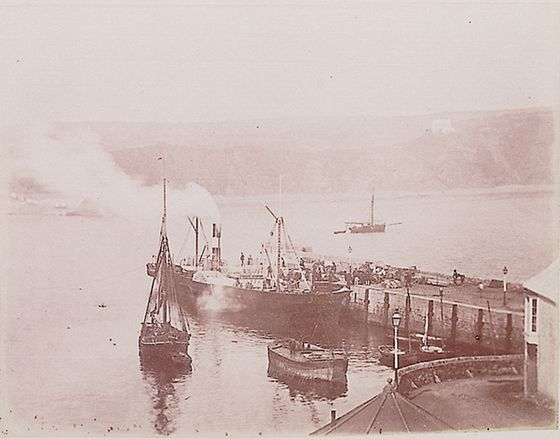
Kouř vycházející z lodního komína, 1854, sbírka Victoria and Albert Museum
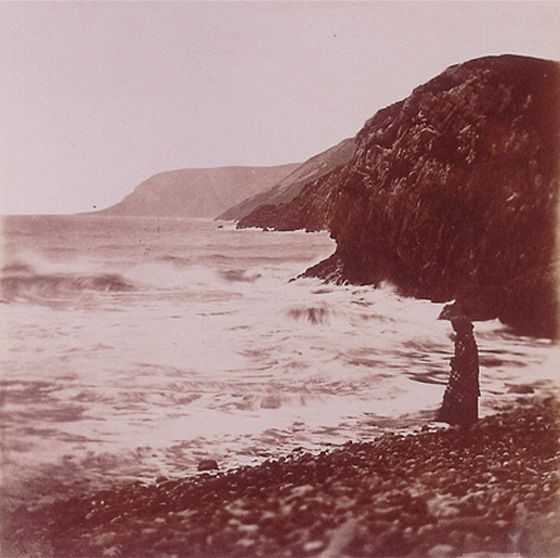
Caswellský záliv, vlnobití 1853, sbírka Victoria and Albert Museum
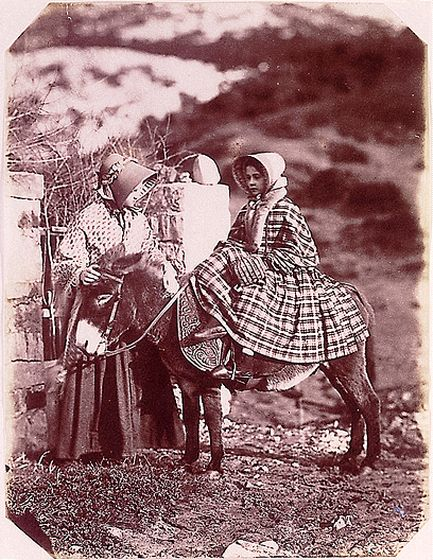
Eleanor a její osel, 1853, sbírka Victoria and Albert Museum
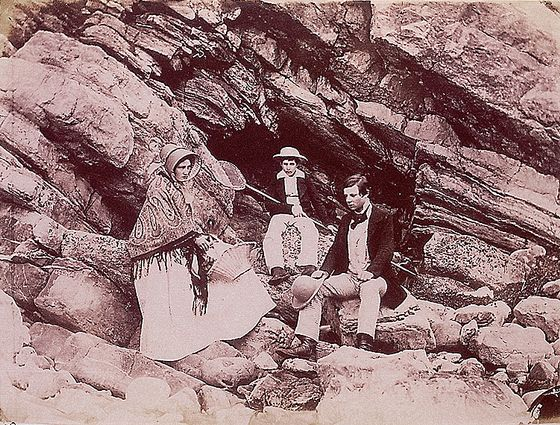
Theresa, John a Willie v Caswellském zálivu, 1853, sbírka Victoria and Albert Museum